# Маунт, Рик
Ричард Карл «Рик» Маунт (англ. Richard Carl "Rick" Mount; род. 5 января 1947 года в Лебаноне, Индиана, США) — американский профессиональный баскетболист, выступавший в Американской баскетбольной ассоциации, который провёл пять из девяти сезонов её существования. Чемпион АБА в сезоне 1971/1972 годов в составе клуба «Индиана Пэйсерс».

## Ранние годы
Рик Маунт родился 5 января 1947 года в городе Лебанон (штат Индиана), где учился в одноимённой средней школе, в которой играл за местную баскетбольную команду.